# Fronteira Roménia–Ucrânia
A fronteira entre Roménia e Ucrânia é a linha que limita os territórios da Roménia e da Ucrânia. Tem dois troços separados pela Moldávia.

## Características

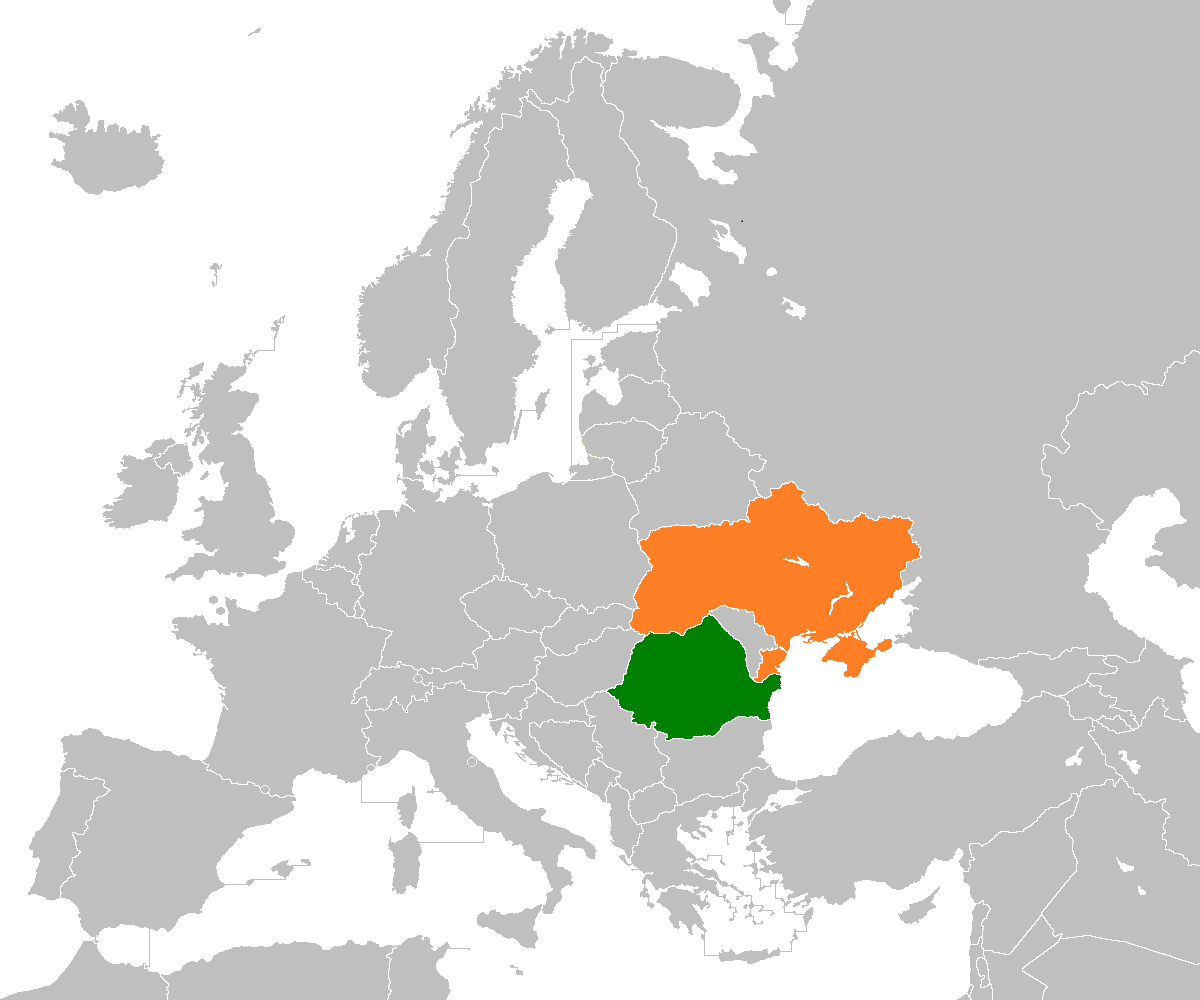
Localização dos dois países

O primeiro segmento tem por extremidades uma tríplice fronteira onde convergem as fronteiras húngaro-romena e húngaro-ucraniana. Daí sobe aos Cárpatos orientais: este segmento foi traçado em 1918 pela comissão internacional presidida pelo geógrafo francês Emmanuel de Martonne. À divisória de águas dos Cárpatos segue-se um traçado oeste-leste mais ou menos rectilíneo fixado em junho de 1940 por uma comissão soviético-romena constituída depois do Pacto germano-soviético de 1939, até à tríplice fronteira  moldavo-romena traçada pela mesma comissão entre a Roménia e a Moldávia soviética, e a fronteira Moldávia-Ucrânia traçada em agosto de 1940 pelos soviéticos.

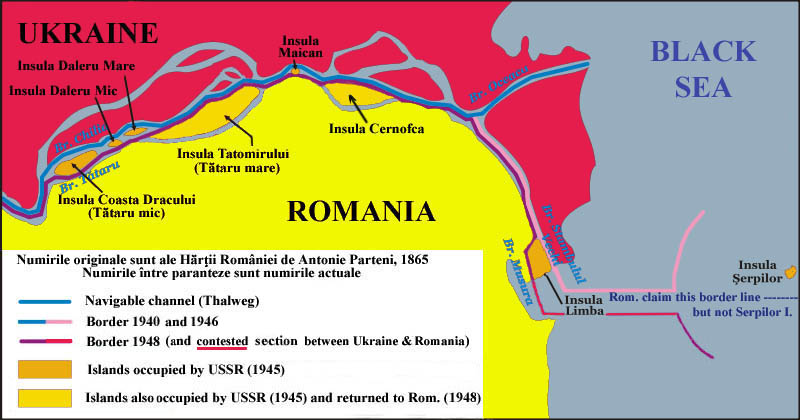
Ilhas e águas territoriais contestadas entre Roménia e Ucrânia: linha azul = talvegue do braço de Chilia ; linha rosa = fronteira de 1940, onde difere do talvegue; linha violeta = fronteira desde 1948, contestada pela Roménia.

O segundo segmento tem 169 km, seguindo pelo rio Danúbio, 570 m até à confluência do rio Prut, e chega ao mar Negro, no fundo do golfo de Musura, a 6 km a oeste do Chilia, no delta do Danúbio. Deve-se à mesma comissão soviético-romena de 1940 o traçado.
Neste segmento há um litígio referente às anexações de 1948 pela União Soviética, "herdadas" em 1991 pela Ucrânia: a Roménia comunista cedeu ilhas à URSS (como a Ilha das Serpentes) por um protocolo especial, mas a Roménia democrática moderna contesta a validade deste acordo que não foi ratificado pelos dois países. Quanto às águas territoriais, a fronteira está indefinida.